# Histoire du socialisme en France
 (mai 2012).

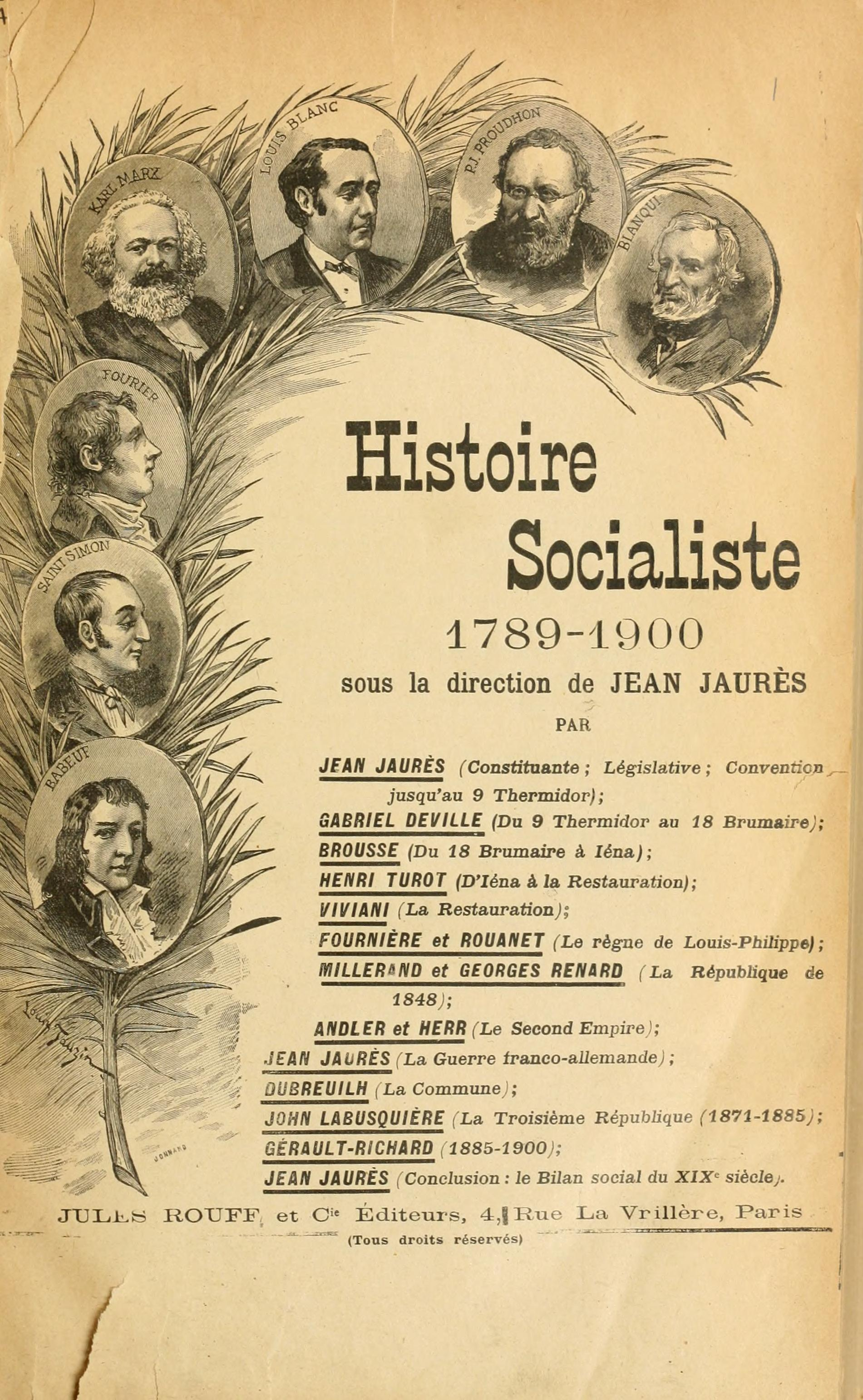
Quelques figures du socialisme français selon une affiche publicitaire de l’Histoire socialiste de Jean Jaurès, 1908.

Cet article présente les acteurs importants et les faits saillants de l'histoire du socialisme en France.

## Avant 1831

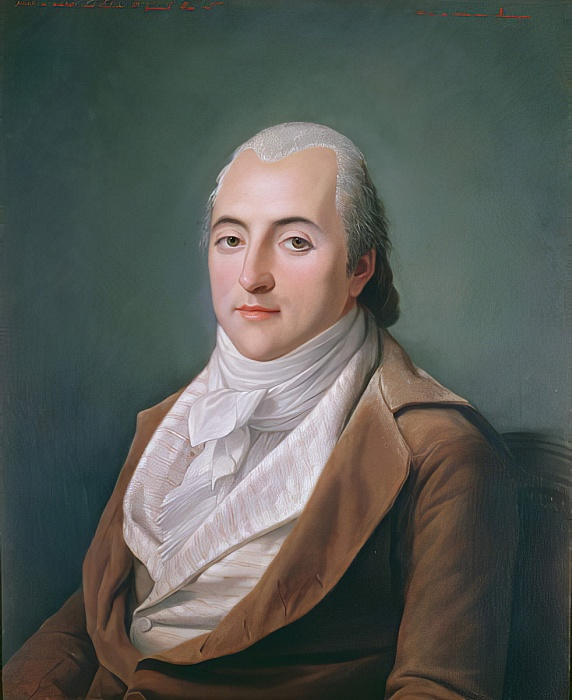
Claude-Henri de Rouvroy, comte de Saint-Simon.

La première génération de « socialistes », ultérieurement appelés « socialistes utopiques » ou saint-simoniens, est représentée principalement par Saint-Simon (mort en 1825), Charles Fourier et Étienne Cabet qui appartiennent à une bourgeoisie éclairée. Toutefois leur influence sur les milieux populaires s'avère faible.
Les théories développées dans cette première partie du XIXe siècle mêlent rêves et réalités. Ces théoriciens qualifiés d'utopiques se démarquent nettement du socialisme historique, développé par la suite par Karl Marx avec son analyse de la société industrielle. Les Phalanstères de Charles Fourier, et l'Icarie d'Étienne Cabet feront long feu, mais l'influence des saint-simoniens sera décisive par la suite.
Le terme « socialisme » dans son sens moderne est issu du mot anglais « socialism » créé par le britannique Robert Owen et introduit en France en 1834 par l'ouvrier typographe Pierre Leroux. Ce terme désigne initialement un mouvement de pensée et d'action en réaction à la misère ouvrière mais aussi contre la dissolution des liens sociaux engendrés par le capitalisme naissant. La révolution française et napoléonienne en créant les conditions de la fin des monarchies absolues européennes, et en donnant le pouvoir à la nouvelle bourgeoisie, a accéléré la ruine des anciennes sociétés d'ordres et de corporatisme, et ouvert la voie vers une nouvelle société atomisée et fondée sur la recherche concurrentielle du profit, où l'ouvrier "libre" est seul face à l'entrepreneur "libre". Selon Pierre Leroux, « Le socialisme désigne explicitement le fait de poser en principe — et de prendre parti pour — la société : soit l'opposé de l'individualisme »[réf. souhaitée].
Ce premier mouvement « socialiste » est donc idéaliste, communautaire, plutôt pacifiste et réformiste, il est méfiant voire hostile à l'égard des idéaux véhiculés par la Révolution française, et ce n'est que plus tard avec Auguste Blanqui que le socialisme se rapprocha d'elle, reprenant à son compte les objectifs de liberté, égalité et fraternité, et développant l'idéologie du progrès.

## 1831-1905: le mouvement ouvrier et les origines du socialisme

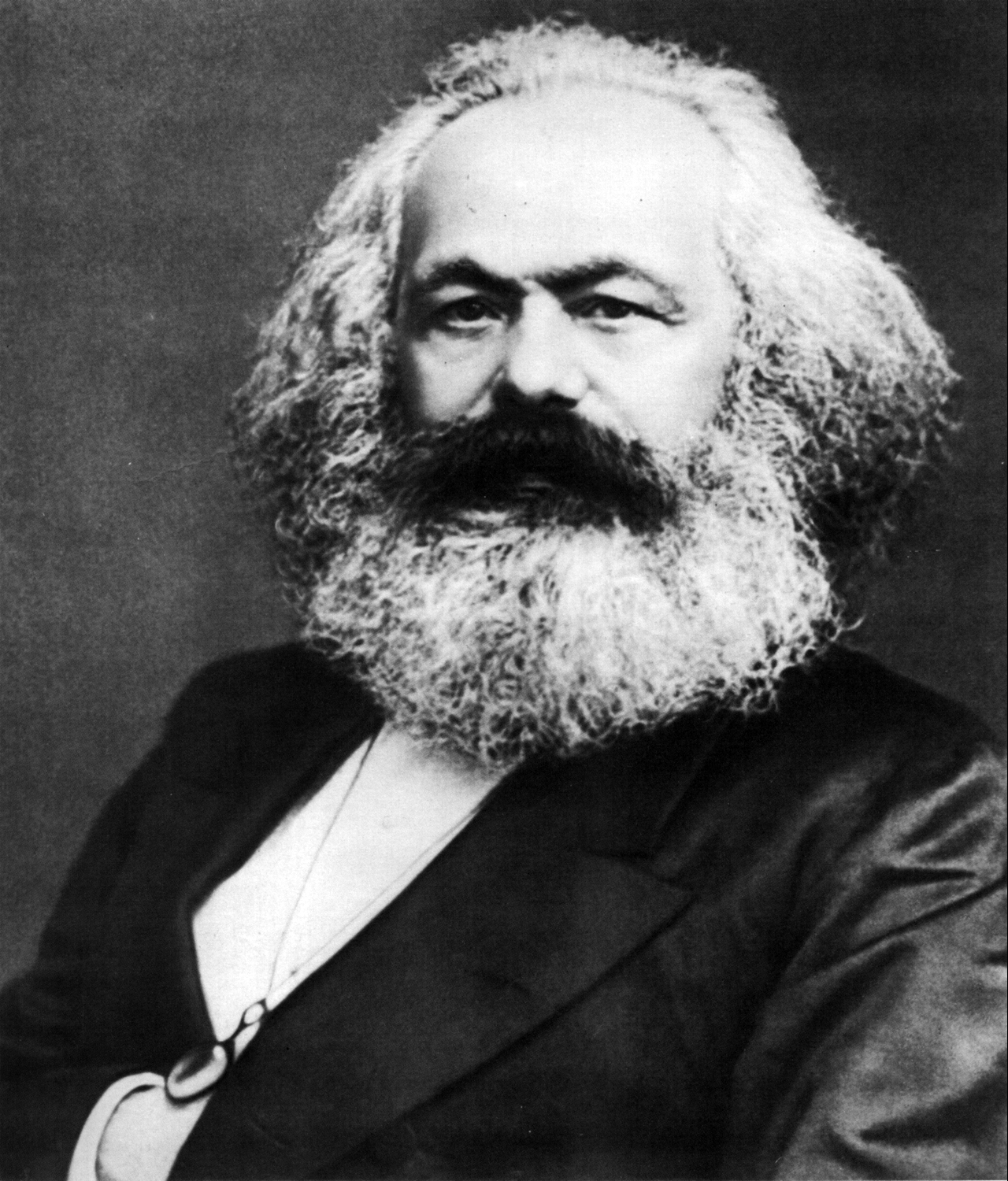
Karl Marx

Au-delà de l'utopie, la réalité est imprimée au fer chaud de la révolution industrielle : les nouvelles conditions de travail engendrées par celle-ci entraînent des révoltes vite réprimées : révolte des canuts lyonnais en 1831, journées de juin 1848, Commune de Paris en 1871... La “question sociale” est mise au premier plan, mais la révolution de 1848 fait déjà apparaître des divergences entre les démocrates socialistes. Ainsi on peut distinguer des réformistes (Ledru-Rollin, Louis Blanc) plus proches d'un Lamartine et les partisans d'une rupture avec le capitalisme, ne refusant pas l'action violente (Blanqui, Barbès). Ceux-ci pensaient nécessaire l'action violente quand, sous la Restauration des Bourbons et la monarchie de Juillet, le peuple était privé de ses droits civiques. Le combat pour la république, contre la monarchie censitaire et contre le second Empire, se conjugue alors avec la lutte contre les nouvelles conditions de travail et de vie engendrées par la révolution industrielle. La gauche républicaine s'organise et cherche à effectuer une synthèse entre la tradition montagnarde de la révolution de 1789-1794 et les questions sociales que le mouvement ouvrier naissant fait surgir.
Dix ans après la dissolution de l’Association internationale des travailleurs, la IIe Internationale est constituée en 1889 à Paris et l'influence des idées de Karl Marx y est dominante (ou plus exactement l’influence des premiers « marxistes »). Cependant, les idées libertaires et anarcho-syndicalistes continuent à influencer une partie du mouvement ouvrier, qui manifeste sa méfiance à l'égard de la politique. Après la reconnaissance du droit syndical en 1884, la Confédération générale du travail (CGT) se constitue en 1895. En 1906, elle adopte la "Charte d'Amiens" qui consacre le principe de l'indépendance du syndicalisme par rapport aux partis politiques. De là découle l'absence de liens organiques entre partis et syndicats qui distingue fortement le socialisme français de la social-démocratie de l'Europe du Nord.

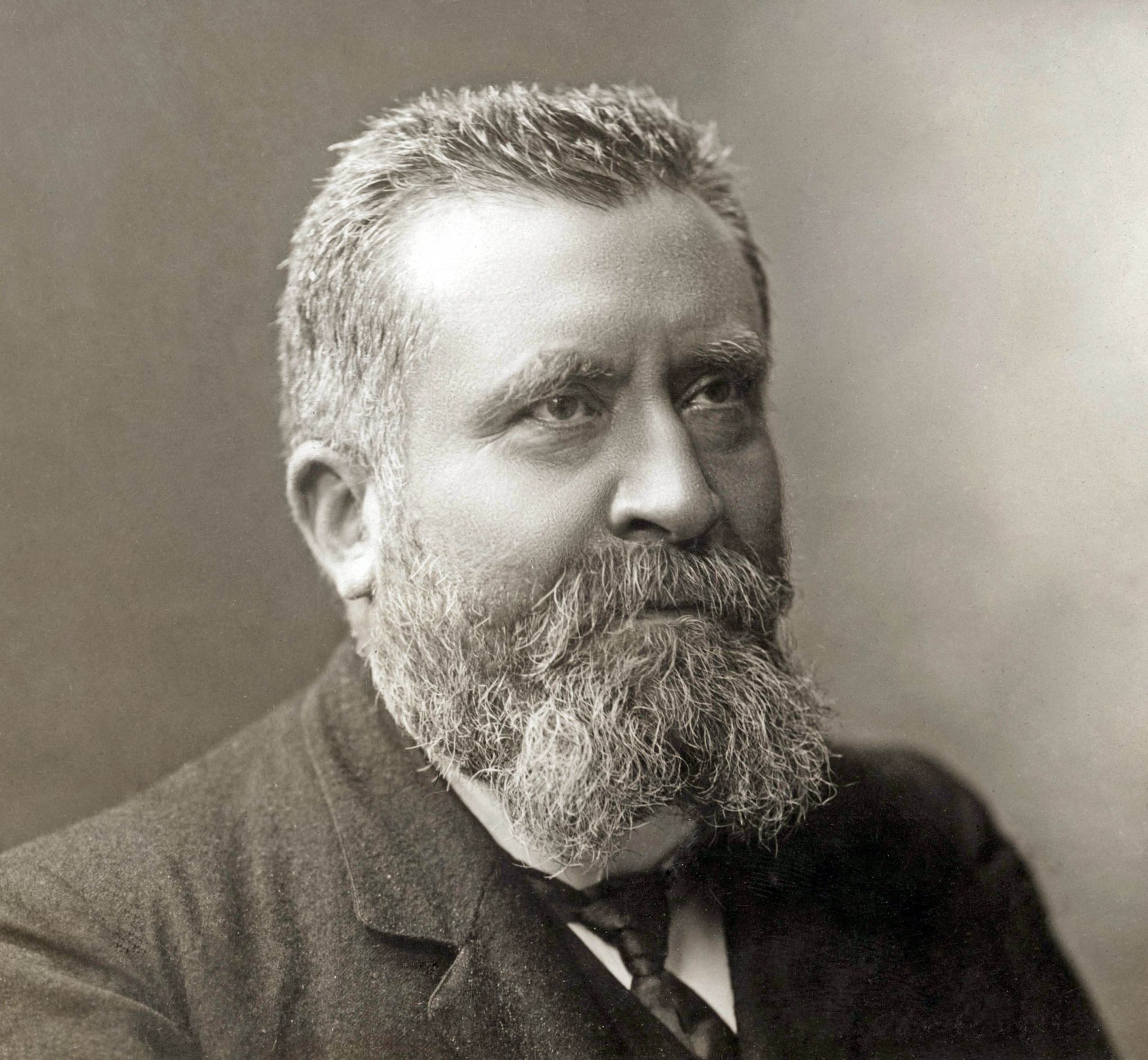
Jean Jaurès

Le socialisme politique en France s'unifie en 1905 sur injonction de l'Internationale, au congrès du Globe avec la fusion des différents courants socialistes (guesdistes, blanquistes, allemanistes, réformistes…) dans la nouvelle Section française de l'internationale ouvrière (SFIO). Peu à peu, le député du Tarn Jean Jaurès s'impose comme la figure majeure du socialisme français, par son combat pour l'unité, par sa volonté de synthèse entre la république et le socialisme, entre le patriotisme et l'internationalisme, entre les idées marxistes et la tradition de la Révolution française libérale. La SFIO, qui se veut parti ouvrier, a acquis une large base électorale et militante (en particulier avec le socialisme municipal) : les paysans, les ouvriers, les artisans côtoient les intellectuels et les fonctionnaires.

## 1905-1920: de l'union à la scission
Pour la période 1905-1969, voir aussi : SFIO
Les principes de l'internationalisme et du pacifisme portés jusqu'alors par le mouvement ouvrier et la IIe Internationale sont remis en question par l'adhésion de la SFIO et de la majorité de la CGT à l'Union sacrée (soutien à la République en guerre). Cependant, la durée de la guerre, les sacrifices et désillusions qu'elle entraîne, vont faire germer une opposition qui s'organise lors de la conférence de Zimmerwald en septembre 1915. En 1917, la révolution russe accentue une poussée à gauche dans le parti et séduit de plus en plus. La SFIO, profondément traumatisée et divisée, se trouve donc devant le choix de l'adhésion à la IIIe Internationale, dirigée par Lénine et les bolchéviques.
Le congrès de Tours de décembre 1920 survient après l'échec électoral de 1919 (chambre "bleu horizon") et l'échec syndical des grandes grèves de 1920. Par ailleurs, les bolchéviques défendent la possibilité d'une révolution mondiale et tentent par les 21 conditions d'adhésion à la IIIe Internationale de se constituer une avant-garde sous leur contrôle dans chaque pays.
Les conditions d'une scission sont réunies : le congrès voit l'opposition entre ceux qui refusent l’adhésion à la IIIe Internationale (parmi lesquels principalement des réformistes ; ce groupe est emmené entre autres par Léon Blum, et d’autre part par Jean Longuet), et des éléments plus révolutionnaires qui souhaitent l’adhésion à la IIIe internationale : on trouve dans cette catégorie des militants venus notamment du rejet de la guerre, souvent jeunes (comme Boris Souvarine), mais aussi des ex-partisans de l’Union sacrée récemment convertis (comme Cachin). Les trois quarts des congressistes votent l’adhésion à l’Internationale Communiste (même si les 21 conditions ne sont pas adoptées par le congrès) puis quittent la SFIO pour créer la section française de l’Internationale communiste (plus tard renommée Parti communiste français). La "Vieille Maison" SFIO est maintenue autour de Léon Blum et de quelque 20 000 adhérents...

## 1920-1939: les socialistes vers le Front populaire
Le Cartel des gauches entre 1924 et 1926 signe une majorité de gauche à l'Assemblée autour de la SFIO et des Radicaux. Les socialistes pratiquent alors pour la première fois le soutien sans participation au gouvernement. Jusqu'au Front populaire, la SFIO de Léon Blum est un parti ni franchement réformiste ni réellement révolutionnaire. La pratique du pouvoir suscite encore la méfiance.
L’existence du droit de tendances, contrairement au PCF, entraîne l’adhésion à la SFIO de certains courants venus de l’opposition communiste : le groupe Le Combat Marxiste, ainsi que certains trotskistes, rejoignent ainsi le parti.

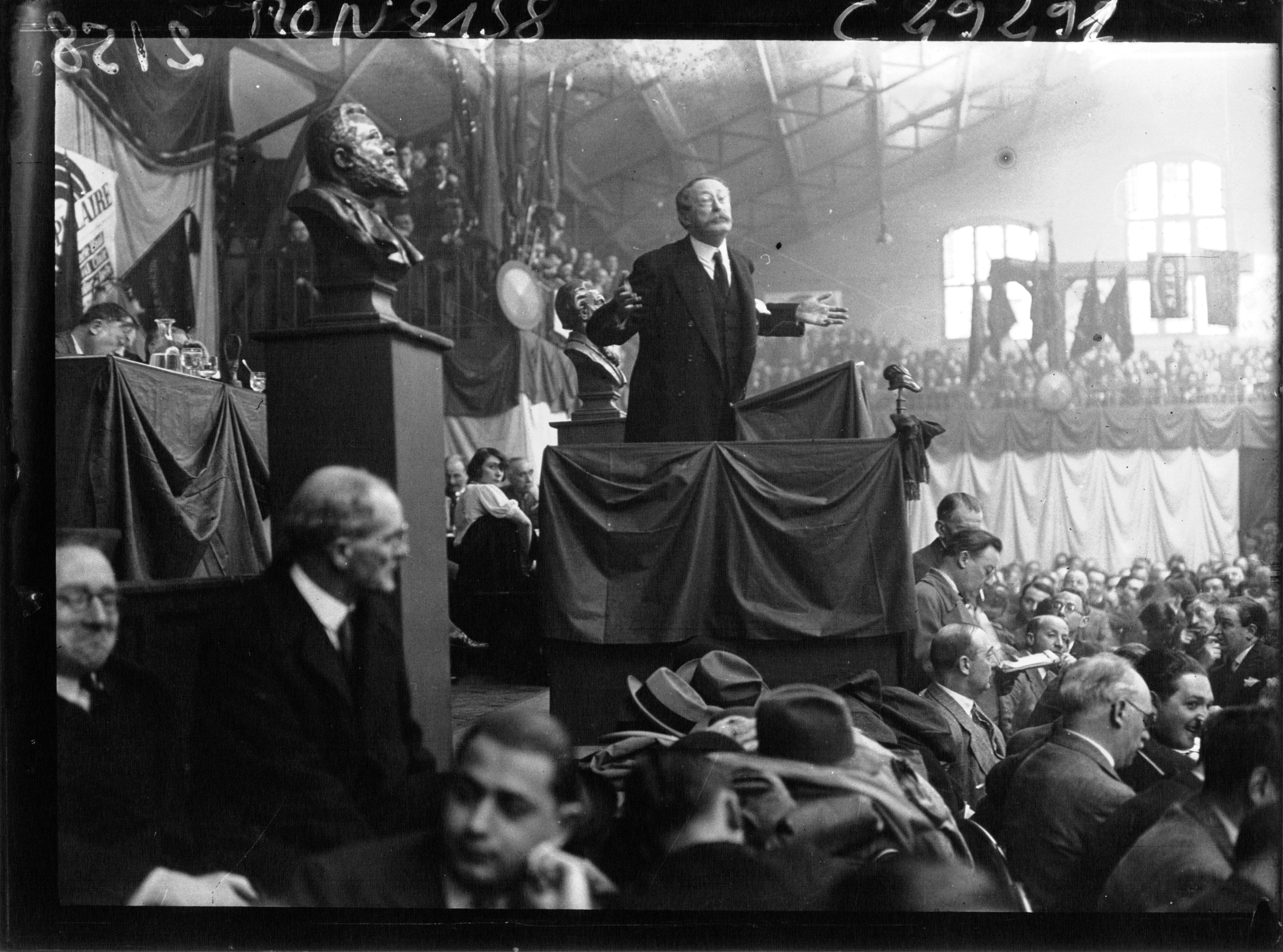
Discours de Léon Blum au congrès socialiste, 1932.

L'offensive de la droite et la menace fasciste, à partir de 1934, recréent les conditions d'un mouvement populaire autour de la gauche, qui avec le changement d'orientation décidé par l'Internationale communiste, laisse présager l'unité d'action retrouvée entre les “camarades” communistes et socialistes.
Cette union se concrétise le 14 juillet 1935 au cours d'une cérémonie où des délégués de toute la France prêtent le serment du Rassemblement populaire. Le Front populaire constitue surtout un grand mouvement défensif qui a regroupé socialistes, communistes, radicaux et syndicalistes de la CGT réunifiée depuis mars 1936, auxquels il faut ajouter quelques associations de gauche à l'image de la Ligue des droits de l'homme.
Après les élections victorieuses de mai 1936, une grève générale spontanée permet d'obtenir un large ensemble de réformes sociales (augmentation des salaires, conventions collectives, congés payés, semaine de 40 heures au lieu de 48, etc.). Le gouvernement dirigé par Léon Blum se constitue en juin 1936. Les difficultés économiques et les rigidités de l'appareil de production amènent le gouvernement à pratiquer une « pause » dans les réformes sociales. La question de l'intervention dans la guerre d'Espagne divise au sein des socialistes, tandis que les premières réformes étant réalisées, le soutien des radicaux faiblit.
Les derniers mois du gouvernement Blum voient une dégradation de la situation. Mis en minorité devant le Sénat en juin 1937, le gouvernement démissionne. Le Front populaire survit difficilement, la conférence de Munich et l'échec de la grève de novembre 1938 signent son implosion définitive.
La SFIO sort exsangue et divisée de ces deux années, perdant même sa position d'organisation dominante au sein du mouvement ouvrier français au profit du Parti communiste français. De plus plusieurs milliers de militants de la gauche du parti (autour de Marceau Pivert), et en particulier des jeunes, sont exclus en 1938 et fondent un autre parti : le Parti socialiste ouvrier et paysan (PSOP).
La défaite de 1940 voit le désarroi de la SFIO et seule une minorité du groupe parlementaire de la Chambre (80 parlementaires) autour de Léon Blum, refuse les pleins pouvoirs à Pétain le 10 juillet 1940. Toutefois, ce groupe comporte presque tous les dirigeants socialistes de l'époque, et les sénateurs socialistes votent non en majorité.

## 1939-1958: de la Résistance à laIVeRépublique
Les socialistes restés fidèles à la République se ressaisissent et s'organisent dès 1940 sous l'impulsion, notamment, de Daniel Mayer dans des réseaux de résistance. Le parti socialiste est reconstitué dans la clandestinité entre mars 1941 et mars 1943. Léon Blum, avant d'être déporté, s'illustre par son comportement au cours du procès de Riom, obligeant Vichy à l'interrompre le 11 avril 1942. Sa prison est le point de ralliement des socialistes résistants, d'où il les exhorte inlassablement à l'action, jusqu'à ce qu'il soit déporté.
Les socialistes sont un des courants politiques les plus représentés dans la Résistance, formant le premier groupe de la Résistance non communiste, mais, contrairement au Parti communiste, ils ne lient pas la reconstitution du parti et la formation des groupes de combat, ce qui limite leur visibilité, bien qu'ils soient hégémoniques dès le début à Libération-Nord, majoritaires à Libération-Sud et dans les MUR dès leur constitution, influents à Ceux de la Résistance, à l'Organisation civile et militaire (OCM), localement, et à Combat, à partir de 1942.
Des membres de la SFIO siègent au Conseil national de la Résistance (CNR) mais aussi quelques-uns dans les arcanes de Vichy.
Les socialistes participent au gouvernement avec de Gaulle jusqu'en janvier 1946 puis, selon la formule du tripartisme (SFIO, PCF, MRP), jusqu'en mai 1947. Les réformes de structure réalisées à la Libération et pendant le tripartisme continuent de modeler le visage de la France moderne : vote des femmes, nationalisations, Sécurité sociale, comités d'entreprise.
La SFIO pratique alors une épuration interne rigoureuse, qui aboutit notamment à la constitution du Parti socialiste démocratique par Paul Faure et ses proches, et se trouve rapidement confrontée, à l'intérieur, au problème de la concurrence du PCF et, à l'extérieur, à la constitution des deux grands blocs antagonistes. Aux élections de 1945, le PCF dépasse pour la première fois la SFIO (26 % contre 24 %). Le congrès de septembre 1946 se tient alors que le parti traverse une grave crise d'identité. Guy Mollet anime une tendance de gauche composite qui met en minorité la direction sortante conduite par Daniel Mayer et soutenue par Léon Blum. Guy Mollet y affirme sa fidélité à la doctrine marxiste, à la lutte des classes, à l'unité d'action avec le PCF et condamne les « révisionnismes ».
Pour Léon Blum et les socialistes assurant des responsabilités gouvernementales, le souci majeur reste l'instauration du nouveau régime parlementaire sur le plan intérieur et, à l'extérieur, la recherche d'une troisième voie entre le protectorat américain et la dictature stalinienne. Ainsi se comprennent les efforts pour créer une Europe forte et indépendante. En mai 1947, le PCF quitte le gouvernement, refusant à la fois la politique indochinoise et le partage de responsabilités gouvernementales de plus en plus lourdes du fait de la grave situation économique et sociale. Dès l'automne 1947, le PCF mène une virulente campagne anti-socialiste et s'affirme toujours plus comme parti totalement stalinien.
La SFIO, engluée dans la 3e force (alliance avec les radicaux et le MRP en opposition à la fois aux gaullistes et aux communistes), connaît un effritement de ses positions électorales et un déclin militant. En 1954, c'est Pierre Mendès France, alors radical socialiste, qui paraît incarner le renouveau de la gauche non communiste. Les difficultés et les drames de la décolonisation amènent les socialistes à prendre la direction d'un gouvernement de Front républicain en janvier 1956. Outre le traité de Rome sur la CEE, la troisième semaine de congés payés (...), l'action politique du gouvernement de Guy Mollet est marquée par la guerre d'Algérie. Mollet ne parvient pas à imposer ses idées à l'Assemblée et aux colons, très hostiles à toute idée de discussions avec le FLN et a fortiori d'indépendance ; un voyage en Algérie le retourne, ce qui amène son gouvernement à poursuivre et accentuer la guerre, fermant les yeux sur la torture. Ce durcissement conduisent Pierre Mendès France et Alain Savary à quitter le gouvernement. La SFIO sort profondément divisée et coupée de la jeunesse. La IVe République ne survit pas au coup de force des militaires qui, en mai 1958, ramène de Gaulle au pouvoir.

## 1958-1971: la gauche se cherche
L'attitude vis-à-vis du régime de Charles de Gaulle divise encore. Une minorité de la SFIO ainsi que d'autres élus de la gauche non communiste, comme François Mitterrand et Pierre Mendès France, se dressent contre le "coup d'État". Les minoritaires de la SFIO quittent le parti et fondent le Parti socialiste autonome, dirigé par Édouard Depreux et Alain Savary. En 1960, le PSA fusionne avec de petits mouvements de chrétiens de gauche et de dissidents communistes, l'Union de la gauche socialiste (Gilles Martinet, Claude Bourdet), Tribune du communisme (Jean Poperen) pour former le Parti socialiste unifié (PSU).
François Mitterrand crée la Convention des institutions républicaines (CIR) avec Charles Hernu et Louis Mermaz en 1964, alors que la même année le mouvement syndical annonce son renouvellement : la CFTC se divise, aboutissant à la création de la CFDT sous l'impulsion d'Eugène Descamps. Cette période voit naître un grand nombre de clubs politiques de gauche, Club Jean Moulin, Vie Nouvelle (Jacques Delors)…
À l'approche de l'élection présidentielle de 1965, Gaston Defferre, soutenu par le centre et le centre gauche, songe un moment à être candidat : la candidature de "Monsieur X" échoue du double fait du MRP et de la SFIO (échec de la "grande fédération"). Dès 1965, François Mitterrand et la CIR proposent une candidature de gauche non communiste. Un rassemblement s'opère avec la Fédération de la gauche démocrate et socialiste (FGDS) qui aboutit à la candidature de François Mitterrand. Il sera soutenu par le PCF, puis, à un degré moindre, par le PSU.
François Mitterrand obtient à la surprise générale 32 % des voix au premier tour, mettant ainsi de Gaulle en ballottage, puis 45 % des voix au second tour. En 1966, la FGDS publie son programme et passe avec le PCF un accord électoral de désistement au profit du candidat de gauche le mieux placé. Cet accord est efficace puisqu'il amène l'opposition à un siège de la majorité lors des élections législatives de 1967.
Les mouvements de mai 1968 affaiblissent toutefois la FGDS qui n'a pas su prendre en charge les interrogations du moment. Après l'échec du référendum et le départ de De Gaulle en 1969, le nouveau Parti socialiste désigne Gaston Defferre comme candidat à la présidence de la République. L'échec du tandem formé par Gaston Defferre et Pierre Mendès France (un peu plus de 5 % des voix, tandis que Michel Rocard, alors candidat du PSU obtient 3,6 % des voix) précipite la recomposition du parti. Le PS s'élargit à Issy-les-Moulineaux puis Alfortville: formé de la SFIO (Guy Mollet, Pierre Mauroy, Gaston Defferre, Jean-Pierre Chevènement) de l'Union des clubs pour le renouveau de la gauche (Alain Savary) et de l'Union des groupes et clubs socialistes (Jean Poperen), il fait de l'unité de la gauche un axe politique.

## 1971-1995: l'ère Mitterrand
C'est le congrès d'Épinay, en 1971, qui marque l'étape la plus importante de l'unité et de la rénovation du socialisme. Au PS s'agrègent désormais la CIR et une partie du "courant chrétien". Le congrès d'Épinay élit François Mitterrand comme Premier secrétaire et donne mandat à sa direction de préparer un accord de gouvernement avec le PCF. En mars 1972, le congrès de Suresnes adopte le programme "changer la vie". En juin, le programme commun est signé avec le PCF et contresigné par les radicaux de gauche peu après. En mars 1973, les élections donnent plus de 48 % des voix à la gauche et le PS rattrape le PCF pour la première fois de l'après-guerre. En 1974, après la mort de Georges Pompidou, François Mitterrand est à nouveau le candidat unique de la gauche. Il échoue de peu face à Valéry Giscard d'Estaing (49,2 % des voix au second tour) et ce résultat marque la progression des socialistes et de la gauche dans le pays. Les élections cantonales de 1976 et 1979, ainsi que les élections municipales de 1977, sont un succès pour la gauche et surtout pour les socialistes, qui devancent nettement les communistes.
Cette dynamique précipite le rassemblement des courants socialistes, qui se concrétise aux "Assises du socialisme", en octobre 1974, avec l'entrée d'une partie du PSU (Michel Rocard, Robert Chapuis), de membres de la CFDT (Jacques Chérèque, Jacques Delors) et de la 3e composante (Vie nouvelle, groupes d'action municipale, objectif socialiste...) qui rejoignent, pour l'essentiel, la majorité du parti.
Au congrès de Pau, en 1975, le CERES de Jean-Pierre Chevènement cesse de faire partie de la majorité du parti et constitue désormais la minorité.

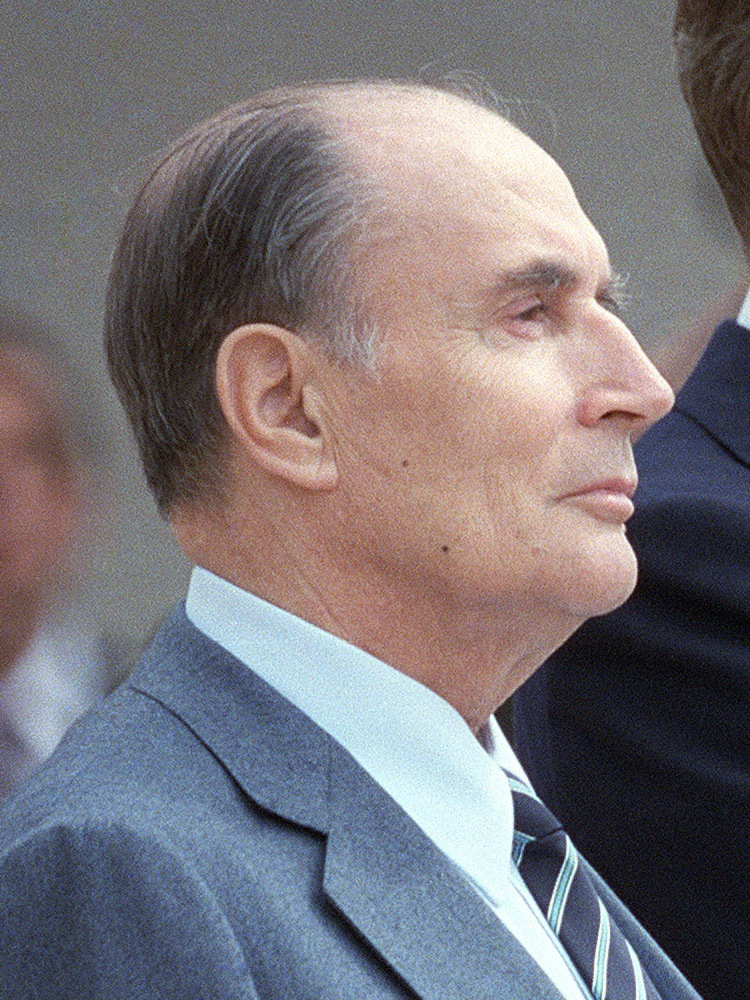
François Mitterrand, premier secrétaire du Parti socialiste de 1971 à 1981 et président de la République de 1981 à 1995.

Le 10 mai 1981, l'élection de François Mitterrand à la présidence de la République ouvre une période nouvelle dans l'histoire du socialisme français. C'est la première alternance politique entre la gauche et la droite sous la Ve République. Les élections législatives de juin sont un triomphe pour les socialistes : pour la première fois de son histoire, il obtient la majorité absolue à l'Assemblée nationale et devance nettement le PCF qui enregistre un recul certain. Pierre Mauroy forme un gouvernement auquel participent quatre ministres communistes.
Lionel Jospin succède à François Mitterrand à la direction du parti. Dans un premier temps, le gouvernement Mauroy mène une politique de relance et profondes réformes, conforme aux 110 propositions du candidat Mitterrand (abolition de la peine de mort, augmentation sensible du SMIC, du minimum vieillesse et des allocations familiales, possibilité de prendre sa retraite à 60 ans, nationalisations, décentralisation, nouveaux droits des travailleurs, libération des médias, Fête de la musique, dépénalisation de l'homosexualité etc.). Mais rapidement, la crise économique internationale, le refus opposé par Ronald Reagan et Margaret Thatcher de soutenir une politique de relance coordonnée et les faiblesses persistantes des entreprises françaises conduisent le gouvernement de Pierre Mauroy à opter dès 1982, et surtout en 1983, pour une politique de "rigueur économique". Ces décisions découlent du choix fondamental de l'économie ouverte et de la construction européenne. Dans ce domaine, les socialistes français jouent un rôle très important, sous l'impulsion du président Mitterrand, comme leurs prédécesseurs l'avaient fait sous la IVe République.
L'inflation est maîtrisée, l'économie française modernisée, mais les effets positifs de cette politique sont sérieusement limités sur le front du chômage. Le PS perd du terrain aux élections municipales de 1983 et surtout aux élections cantonales de 1985. Aux européennes de 1984, si la baisse est assez limitée, le parti communiste voit son score réduit de moitié.
En juillet 1984, Laurent Fabius remplace Pierre Mauroy comme Premier ministre et forme un gouvernement auquel les communistes refusent de participer.
En politique intérieure, les socialistes achèvent la décentralisation, réforment la formation professionnelle et infléchissent la politique d'aménagement du territoire (loi Montagne et loi Littoral).
Le congrès de Toulouse, en 1985, traduit l'évolution idéologique et politique du parti. Jacques Delors parle d'« un petit Bad Godesberg ». Les socialistes perdent les élections législatives de 1986 mais obtiennent un score honorable : 31,2 % (contre 22,8 % en 1978). François Mitterrand demeure président de la République et nomme Jacques Chirac à la tête du gouvernement. De 1986 à 1988 c'est la "cohabitation". Le Parti socialiste est dans l'opposition.
En 1988, François Mitterrand est largement réélu avec 54 % des voix. Le candidat socialiste, qui a fait campagne sur le thème de la "France unie", se prononce pour une certaine ouverture de la majorité. Les élections législatives donnent une majorité relative au PS.
Michel Rocard est nommé Premier ministre. En intégrant des personnalités dites d'ouverture, issues de la "société civile" et du centre, son gouvernement reflète la réalité de la majorité présidentielle, mais le PS est le seul grand parti à le soutenir.
Dans le parti, le départ de Lionel Jospin du premier secrétariat provoque des tensions au sein du courant majoritaire mitterrandiste. Pierre Mauroy est élu Premier secrétaire contre Laurent Fabius. Deux ans plus tard, le congrès de Rennes voit s'opposer durement les partisans de la motion I (Mauroy-Mermaz-Jospin) et ceux de la motion 5 (Laurent Fabius). Finalement, Pierre Mauroy est réélu à l'unanimité après une synthèse générale qui associe à la direction du parti l'ensemble des courants qui s'étaient exprimés à travers la présentation de sept motions différentes.
En 1990, François Mitterrand engage la France dans la guerre du Golfe. Ce choix est contesté par les amis de Jean-Pierre Chevènement, qui quittent le PS pour fonder le Mouvement des citoyens (MDC). Au-delà de cette petite scission, le Parti socialiste est de plus en plus sévèrement critiqué à sa gauche, notamment pour avoir défendu le traité de Maastricht, ratifié par un referendum positif en 1991, à 51 %. Les nouvelles formations comme le MDC, ainsi que les organisations protestataires ne pardonnent pas aux socialistes de soutenir une Europe qualifiée de trop peu politique, voire libérale. Les années Mitterrand sont également marquées par les "Affaires" qui signent avec l'échec de la lutte contre le chômage la déroute électorale de 1993, qui voit Édouard Balladur accéder au poste de Premier ministre.

## 1995-2006: introspection et perspectives pour les socialistes français
En décembre 1994, le retrait de Jacques Delors de l'élection présidentielle ouvre une période incertaine. Pour la première fois dans l'histoire du parti socialiste, deux candidats à la candidature se confrontent : Henri Emmanuelli et Lionel Jospin qui sont départagés par un vote direct et secret des militants. Le vote avantage largement Lionel Jospin. Ce dernier se trouve investi lors d'une convention de désignation le 5 février 1995, qui marque le lancement de la campagne présidentielle. Réclamant un "droit d'inventaire" sur le bilan socialiste, Lionel Jospin réussit à être en tête des candidats du premier tour, avec plus de 23 % des voix et à regrouper 47,3 % des suffrages au second tour. Ce succès relatif permet de mettre en place les conditions d'un renouvellement pour le Parti socialiste. Quittant la présidence de la République, François Mitterrand encourage les socialistes à affronter le cycle politique qui s'ouvre. Il décède quelques mois plus tard, le 8 janvier 1996.
Après la dissolution de 1997, le premier secrétaire et député Lionel Jospin, devient le Premier ministre d'un gouvernement de Gauche plurielle (alliance PCF-Les Verts-PRG-MDC). La conjoncture économique, favorisée par une politique d'aide à la croissance, est très bonne : près d'un million d'emplois sont créés, des mesures comme la réduction du temps de travail sont prises pour aider à la reprise de l'emploi, même si celle-ci demeure encore contestée, y compris par des économistes qui limitent son impact. Ces années sont aussi marquées par l'adoption du traité d'Amsterdam, l'introduction de l'euro, l'adoption du PACS, de la loi sur la Parité et la relance des privatisations.
Au bout d'une cohabitation difficile de 5 ans avec Jacques Chirac, Lionel Jospin se présente contre lui à l'élection présidentielle de 2002. Avec seulement 16 % des voix, le candidat socialiste est éliminé dès le premier tour. Ce "21 avril" reste un traumatisme pour les socialistes, qui appellent à voter par défaut au second tour pour Jacques Chirac contre le candidat du Front national Jean-Marie Le Pen. Lionel Jospin prend acte et assume entièrement son échec en se retirant de la vie politique. Cette décision est vécue comme un second traumatisme par les militants socialistes, qui se retrouvent sans leader. Par rejet d'une nouvelle cohabitation, les Français placent le Parti socialiste dans l'opposition à l'Assemblée nationale. Dans le courant de l'été, le premier secrétaire François Hollande intègre Laurent Fabius et ses partisans au sein de la direction. Cette nouvelle configuration préfigure de futurs affrontements entre les jospiniens et les fabiusiens.
Le Congrès de Dijon de mai 2003 se déroule dans un profond mouvement d'introspection marqué par l'échec de 2002 et les inquiétudes face au score de l'extrême gauche - véritable gagnante de ces élections, le score du Front national demeurant par ailleurs stable de 1995 à 2002, mais aussi par le rejet des candidats issus des partis de gouvernement (qui rallient moins de 50 % des suffrages). François Hollande y pose la question de la pratique gouvernementale à long terme et ses alliés le pressent d'adopter une ligne clairement "réformiste de gauche", tandis que des pôles de rénovation se créent autour du NPS et que l'aile gauche fusionne dans le courant Nouveau Monde.
Les clivages persistent sur l'analyse de la défaite du 21 avril. Pour la direction, elle ne s'est pas faite franchement sur un bilan plutôt jugé par tous comme positif, mais surtout sur un manque de souffle et de perspectives. Il s'agirait alors de définir une plate-forme programmatique pour esquisser le concept d'une "gauche durable", c'est-à-dire capable de gagner les élections successivement, mettant ainsi un terme aux mécaniques de balanciers ou d'alternance, qui empêchent l'installation d'un projet politique à long terme. Pour les courants de gauche, le gouvernement Jospin a été sanctionné à cause d'une politique qualifiée de social-libérale.
Les élections régionales et cantonales de 2004 sont une nette défaite de la droite plus qu'une victoire de la gauche, qui remporte 24 régions sur 26 (20 régions sur les 22 de la métropole, et les quatre régions d'outre-mer) ainsi que la majorité des Conseils généraux (pour la première fois depuis 1946). Cette tendance est confirmée aux élections européennes de juin 2004, où le PS emporte 31 sièges (contre 22 sortants) et devient la plus forte délégation au sein même du groupe socialiste européen.
En Europe, les chefs d'État signent après modification par la Conférence inter-gouvernementale le Traité constitutionnel européen proposé par la Convention sur l'avenir de l'Europe. Le Parti socialiste demande auprès du président Jacques Chirac la tenue d'un référendum national sur le sujet.
Afin de dégager une ligne officielle, François Hollande convoque une consultation interne le 1er décembre 2004 où les adhérents du PS se prononcent à 58 % en faveur de sa ratification. Ce résultat, obtenu à une faible majorité (les référendums internes du PS dégagent en général des majorités de 75 à 90 %), ne suffit pas à rassembler. Certains, comme Marianne, évoquent des malversations lors de ce vote, notamment dans les fédérations du Nord et des Bouches-du-Rhône (ces accusations n'ont pas à ce jour reçu de preuve). Certains partisans du non comme Laurent Fabius, Jean-Luc Mélenchon, Marc Dolez ou Henri Emmanuelli décident de mener ouvertement campagne contre l'adoption du traité, en dépit du vote des militants.
Le référendum du 29 mai 2005 se conclut par la victoire du non à presque 55 %. Selon les sondages, la majorité des électeurs socialistes qui se sont rendus aux urnes ce jour-là ont voté non.
Lors du Conseil national du 4 juin 2005, Laurent Fabius et ses proches (bien que membres de la motion majoritaire) sont exclus du secrétariat national, pour ne pas avoir respecté le vote interne. Les partisans du non sont maintenus tant qu'ils n'ont pas ouvertement fait campagne pour le non.
Afin de se voir renouveler la confiance des militants, le Premier secrétaire François Hollande convoque un congrès anticipé pour le 18 novembre 2005 au Mans.

## 2006-2012
À la suite de la défaite historique de Lionel Jospin à l'élection présidentielle de 2002, une primaire socialiste est organisée le 16 novembre 2006 afin d'éviter l'éparpillement des voix de gauche. Sont candidats Ségolène Royal, Dominique Strauss-Kahn et Laurent Fabius. La première l'emporte à l'issue du premier tour avec 60,60 % des voix. Lors du premier tour de l'élection présidentielle de 2007, elle recueille 25,87 % des voix et se qualifie pour le second tour face à Nicolas Sarkozy, candidat de l'UMP. Elle n'obtient que 46,94% des voix et échoue donc aux portes de l'Élysée.
Lors des élections législatives, le PS échoue face à la liste Majorité présidentielle conduite par François Fillon, le Premier ministre : la gauche parlementaire ne récolte que 186 sièges contre les 313 de l'UMP.

## 2012-2017: le quinquennat Hollande
François Hollande est désigné candidat du Parti socialiste à la présidence de la République à travers une primaire ouverte organisée en 2011, face à Martine Aubry. Il est élu le 6 mai 2012 Président de la République avec 51,64% des voix. Le début de son quinquennat est marqué par l'ouverture du mariage aux personnes de même sexe en mai 2013. Bien que provoquant un large mouvement de contestation, la popularité du président socialiste est intacte. Au cours de son quinquennat, on l'affuble du qualificatif "social-libéral", l'aile droite du Parti socialiste, notamment dû à des projets controversés comme la "Loi Macron" de 2015, la déchéance de nationalité après les attentats du 13 novembre 2015, ou encore le projet de loi baptisé "El Khomri" de 2016. Cette dernière provoque la colère des Français qui sortent manifester en masse dans la rue, en plus de l'annonce faite par le Premier ministre de l'époque, Manuel Valls, d'utiliser l'Article 49 alinéa 3 de la Constitution pour faire passer le projet de loi sans vote de l'Assemblée.
Avec une cote de popularité historiquement basse pour un Président de la République en exercice, frôlant les 4% d'opinions positives, il décide, le 1er décembre 2016, de ne pas se représenter pour un second quinquennat, fait historique sous la Ve République.

## 2017-2022: la chute et la restructuration du PS
À la suite de l'annonce de François Hollande de ne pas se représenter, le PS organise à nouveau une primaire ouverte en janvier 2017. Après la défection du Ministre de l'Économie Emmanuel Macron qui se présente à l'élection présidentielle, le Premier ministre démissionnaire Manuel Valls annonce se présenter à la primaire avec Benoît Hamon, Vincent Peillon, Arnaud Montebourg et d'autres. Le second tour de la primaire voit s'affronter Manuel Valls et Benoît Hamon, représentant respectivement l'aile gauche et l'aile droite du Parti. Après la victoire de Benoît Hamon, François de Rugy (candidat à la primaire socialiste) et Manuel Valls annoncent rejoindre le candidat En Marche, Emmanuel Macron, ne respectant ainsi pas les règles de la primaire, voulant que les perdants apportent leur soutien au candidat désigné. Ils seront suivis de nombreuses personnalités socialistes du quinquennat sortant dont Jean-Yves Le Drian, ministre de la Défense. Étant crédité d'entre 18 et 13,5% d'intentions de vote début février, le candidat socialiste est rapidement dépassé par le candidat de La France insoumise Jean-Luc Mélenchon. La dynamique socialiste s'écroule au fur et à mesure. Au premier tour, le PS enregistre le deuxième pire score de son histoire, 6,36%, après celui de Gaston Defferre en 1969 (5,01%). Le candidat Mélenchon termine quant à lui quatrième avec 19,58% des voix.
S'engage alors une période de trouble pour le Parti socialiste, qui se voit obligé de vendre son siège mythique Rue de Solférino. Il voit également de nombreux adhérents, notamment issus de l'aile droite comme Manuel Valls, quitter le Parti pour rejoindre la République En Marche, parti du président élu Emmanuel Macron. Le groupe socialiste à l'Assemblée passe de 295 à 30 à l'issue des élections législatives. Benoît Hamon quitte à son tour le Parti socialiste pour fonder le M1717 le 1er juillet 2017 après avoir perdu son siège de député, qui deviendra Génération.s en décembre 2017.
Le Parti organise son 78e congrès à Aubervilliers, qui voit s'affronter 4 motions représentées par Luc Carvounas, Stéphane Le Foll, Olivier Faure et Emmanuel Maurel. La motion Faure remporte le Congrès. Le Parti est alors miné, profondément meurtri par les résultats désastreux aux élections. Dans le même temps, plusieurs figures de l'aile gauche du Parti le quittent, notamment Emmanuel Maurel et Marie-Noëlle Lienemann qui fondent la Gauche républicaine et socialiste (GRS).
Le premier quinquennat Macron est marqué dès la fin 2018 par de mouvements sociaux de grande ampleur comme les Gilets Jaunes. Le Parti socialiste a du mal à appréhender ces mouvements, et apparaît comme un parti en retrait et en lente déshérence, face notamment au mouvement de Jean-Luc Mélenchon, La France insoumise, qui tente de capter cette colère.
Raphaël Glucksmann, fondateur-président du parti Place Publique, reçoit la première place sur la liste socialiste pour les élections européennes de 2019. C'est la première fois qu'un non-socialiste est désigné tête de liste pour les européennes. À nouveau, le Parti socialiste s'effondre à 6,19% et n'envoie que 6 députés au Parlement européen.
Le cycle électoral 2020-2021 est marqué par la pandémie de Covid-19. Le premier tour des élections municipales, prévu le 15 mars, est maintenu tandis que le second tour est reporté sine die pour finalement être placé au 28 juin. Ces élections qui se déroulent dans un contexte particulier voient le PS se maintenir localement et terminer premier avec LR. La France insoumise ne parvient pas à s'enraciner tandis que EELV fait une poussée dans certaines grandes villes. Le PS se maintient bien aux élections départementales et régionales, notamment en Occitanie. De même, de nombreux départements, notamment au sud-ouest, se maintiennent dans le giron socialiste.
Se pose dès l'été 2021, la question d'une candidature socialiste à l'élection présidentielle de 2022. Anne Hidalgo, maire de Paris, est quasi-immédiatement pressentie pour être candidate. Elle organise un tour de France, pour tenter de se détacher de son image parisienne. Elle déclare sa candidature le 12 septembre 2021, face à Stéphane Le Foll, maire du Mans. Elle remporte la primaire socialiste fermée organisée en octobre avec 72,60% des voix. Créditée entre 5 et 8% d'intentions de vote, elle présente un programme de 70 mesures. Alors que ses intentions de vote commencent à s'effriter, et que les candidatures de gauche se multiplient, elle annonce participer à la Primaire populaire en décembre 2021, primaire ayant pour but de désigner un candidat unique de la gauche. Elle se retire début janvier. La multiplicité des candidatures à gauche font baisser les intentions de vote de la candidate socialiste, qui voit face à elle deux anciennes figures du quinquennat Hollande, Arnaud Montebourg et Christiane Taubira. Ils se retireront finalement, faute de parrainages. Anne Hidalgo s'effondre dans les sondages, en dessous des 3% début février. Elle tente alors de discréditer le candidat Mélenchon, alors en dynamique dans les sondages, notamment sur la Guerre en Ukraine, déclarée par la Russie le 24 février. Cette stratégie ne porte pas ses fruits, et, dans un sondage, la maire de Paris se fait dépasser par le candidat trotskyste Philippe Poutou, créditée de 1,5% face à 2% pour le candidat du NPA. Finalement, le 10 avril, elle obtient le score de 1,7%, le score le plus faible enregistré de toute l'histoire du Parti socialiste.

## 2022-: Un lent rétablissement
Directement après le second tour de l'élection présidentielle, La France insoumise lance un appel à Europe Écologie Les Verts, au Nouveau Parti anticapitaliste et au Parti communiste en vue d'une union pour les élections législatives. Le Parti socialiste ayant été initialement exclu de ces pourparlers, demande de lui-même à négocier pour entrer dans cette alliance. Finalement, le 6 mai 2022, le PS, EELV, le PCF et LFI s'unissent sous la bannière de la Nouvelle Union populaire écologique et sociale (NUPES) et présentent des candidats communs dans les 577 circonscriptions. En interne, certains militants socialistes regrettent que le PS n'ait reçu que 70 circonscriptions, et expriment leur opposition à cette alliance avec La France insoumise, à l'instar d'Hélène Geoffroy, maire de Vaulx-en-Velin. Après les élections législatives, le Parti socialiste parvient à maintenir son groupe à l'Assemblée nationale pour arriver à 31 membres. Ainsi, il s'agit de la quatrième fois de l'histoire de la gauche française qu'elle s'unit pour des élections, après le Front populaire en 1936, le Programme commun en 1974 et la Gauche plurielle en 1997.
Entre le début de la campagne législative et l'été 2022, le nombre d'adhérents au PS augmente, venu notamment des jeunes générations, satisfaits des choix du Parti socialiste de faire partie de la NUPES. Début 2023, le nombre d'adhérents revendiqué passe de 22000 en 2021 à 41000, quasiment le double.
Le quatre-vingtième Congrès du PS, qui se tient en janvier 2023 à Marseille, a pour point de discussion principal le maintien ou non du PS dans cette alliance. Trois motions ont été présentées, celle de la direction sortante (pro-NUPES), celle d'Hélène Geoffroy (anti-NUPES), et celle de Nicolas Mayer-Rossignol (Troisième voie).
Les fédérations occitanes du Parti socialiste (comme l'Hérault ou l'Ariège) apparaissent comme de farouches opposantes à la direction nationale sortante. En tête, Carole Delga et Michaël Delafosse respectivement présidente de la Région Occitanie et maire de Montpellier.
Le congrès est marqué par de multiples accusations de triche et d'irrégularité de la part des camps de Nicolas Mayer-Rossignol et d'Olivier Faure. Les deux finalistes revendiquent la victoire successivement, ce qui n'est pas sans rappeler le Congrès de Reims en 2008, où Martine Aubry et Ségolène Royal se disputent la victoire et qui avait aussi marqué le départ d'une partie de l'aile gauche du Parti socialiste (dont Jean-Luc Mélenchon et Marc Dolez).
Bien qu'Olivier Faure soit reconduit dans ses fonctions de Premier secrétaire, il est mis en place une direction collégiale composée de Nicolas Mayer-Rossignol, Olivier Faure et Johanna Rolland. Le Parti apparaît alors comme coupé en deux, entre les pro et les anti-NUPES.

#### Ouvrages généraux
- Alain Bergounioux et Gérard Grunberg, Le long remords du pouvoir : le Parti socialiste français, 1905-1992, Paris, Fayard, coll. « L'espace du politique », 1992, 554 p. (ISBN 2-213-02077-9, présentation en ligne), [présentation en ligne], [présentation en ligne]. Nouvelle édition augmentée et remaniée : Alain Bergounioux et Gérard Grunberg, L'ambition et le remords : les socialistes français et le pouvoir (1905-2005), Paris, Fayard, coll. « L'espace du politique », 2005, 610 p. (ISBN 2-213-62104-7).
- Alain Bergougnioux (dir.), Des poings et des roses. Le siècle des socialistes, Paris, La Martinière, 2005.
- Pierre Bezbakh (préf. Maurice Agulhon), Histoire du socialisme français, Paris, Larousse, 2005.
- Jacques Droz (dir.), Histoire générale du socialisme, Paris, PUF, coll. « Quadrige », 1997.
- Claude Estier (préf. François Hollande), Un combat centenaire, 1905-2005. Histoire des socialistes français, Paris, Le Cherche midi, 2005.
- Jacques Kergoat, Histoire du Parti socialiste, Paris, Éditions la Découverte, coll. « Repères » (no 222), 1997 (1re éd. 1983, éditions le Sycomore), 123 p. (ISBN 2-7071-2736-1).
- Louis Mexandeau, Histoire du parti socialiste. 1905-2005, Paris, Éditions Tallandier, 2005.
- Sergiu Miscoiu, Chantal Delsol et Bertrand Alliot (dir.), Identités politiques et dynamiques partisanes en France, Cluj-Napoca, Fondation d'études européennes, 2009.
- Michel Winock, La gauche en France, Paris, Éditions Perrin, coll. « Tempus ».
- Jean-Pierre Deschodt, La face cachée du socialisme français, Paris, Le Cerf, 2019.

#### Études par périodes

##### Longue durée
- Jacques Girault (dir.), L'Implantation du socialisme en France, XIXe – XXe siècle, Publications de la Sorbonne, 2001.
- Noëlline Castagnez (dir.), « Socialistes au Parlement », Parlement(s), Revue d'histoire politique, no 6,‎ 2006.

##### Troisième République
- Georges Lefranc, Le Mouvement socialiste sous la Troisième République, 1875-1940, Paris, Payot, coll. « Bibliothèque historique », 1963, 445 p. (présentation en ligne)Nouvelle édition revue et augmentée : Georges Lefranc, Le Mouvement socialiste sous la Troisième République, vol. 1 et 2, Paris, Payot, coll. « Petite bibliothèque Payot » (no 307-308), 1977, 479 p. (ISBN 2-228-33070-1, présentation en ligne).

##### Première Guerre mondiale
- Annie Kriegel et Jean-Jacques Becker, 1914. La guerre et le mouvement ouvrier français, Armand Colin, coll. « Kiosque », 1964.
- Dominique Lejeune, « Les missions de la SFIO dans la Russie de 1917 », Revue historique, Paris, Presses universitaires de France, no 564,‎ octobre-décembre 1987, p. 373-386 (lire en ligne).

##### Entre-deux-guerres
- Christian Delporte, « Les jeunesses socialistes dans l'entre-deux-guerres », Le Mouvement social, Paris, Éditions ouvrières, no 157 « Les femmes, les jeunes et le socialisme »,‎ octobre-décembre 1991, p. 33-66 (lire en ligne).
- Tony Judt, La Reconstruction du Parti socialiste (1921-1926), Paris, Presses de la Fondation nationale des sciences politiques, coll. « Travaux et recherches de science politique » (no 39), 1976, IV-231 p. (ISBN 2-7246-0338-9, présentation en ligne), [présentation en ligne], [présentation en ligne].
- Richard Gombin, « Socialisme et pacifisme », dans René Rémond et Janine Bourdin (dir.), La France et les Français en 1938-1939 : colloque de la Fondation nationale des sciences politiques, Paris, 4-6 décembre 1975, Paris, Presses de la Fondation nationale des sciences politiques, 1978, 365 p. (ISBN 2-7246-0412-1, présentation en ligne).
- Édouard Lynch (préf. Serge Berstein), Moissons rouges : les socialistes français et la société paysanne durant l'entre-deux-guerres, 1918-1940, Villeneuve d'Ascq, Presses universitaires du Septentrion, coll. « Histoire et civilisations », 2002, 484 p. (ISBN 2-85939-750-7, présentation en ligne).
- Gilbert Ziebura (trad. Jean Duplex), Léon Blum et le parti socialiste (1872-1934) [« Leon Blum : Theorie und Praxis einer sozialistischen Politik : 1872 bis 1934 »], Paris, Armand Colin, coll. « Cahiers de la Fondation nationale des sciences politiques » (no 154), 1967, II-407 p. (présentation en ligne).

##### Front populaire
- Jean-Paul Brunet, Histoire du Front populaire, 1934-1938, Paris, Presses universitaires de France, coll. « Que sais-je ? » (no 1209), 1998 (1re éd. 1991), 127 p. (ISBN 2-13-044288-9).
- Jean Vigreux, Histoire du Front populaire: l'échappée belle, Tallandier, 2016 (ISBN 979-10-210-1356-8).
- Daniel Lefeuvre, Michèle Margairaz, et Danielle Tartakovski, Histoire du Front populaire, éd. Larousse, 2006.
- Pierre Renouvin et René Rémond (dir.), Léon Blum, chef de gouvernement (1936-1937) : colloque de la Fondation nationale des sciences politiques, Paris, 26-27 mars 1965, Paris, Presses de la Fondation nationale des sciences politiques, coll. « Références » (no 3), 1981 (1re éd. 1967, Armand Colin), 439 p. (ISBN 2-7246-0454-7, présentation en ligne), [présentation en ligne].
- Danielle Tartakowsky, Le Front populaire : la vie est à nous, Paris, Gallimard, coll. « Découvertes Gallimard : histoire » (no 275), 2004 (1re éd. 1996), 144 p. (ISBN 978-2-07-053330-5).
- Michel Winock et Séverine Nikel, La Gauche au pouvoir. L'héritage du Front populaire, Bayard, 2006.

##### Seconde Guerre mondiale
- Serge Berstein (dir.), Frédéric Cépède (dir.), Gilles Morin (dir.) et Antoine Prost (dir.), Le Parti socialiste entre Résistance et République, Paris, Publications de la Sorbonne, coll. « Série science politique » (no 2), 2000, 357 p. (ISBN 2-85944-409-2).
- Marc Sadoun (préf. Maurice Duverger), Les Socialistes sous l'Occupation : Résistance et collaboration, Paris, Presses de la Fondation nationale des sciences politiques, 1982, XX-323 p. (ISBN 2-7246-0460-1, présentation en ligne).
- Alya Aglan (préf. Jean-Pierre Azéma), La résistance sacrifiée : le mouvement Libération-Nord, Paris, Flammarion, coll. « Histoire, cultures et sociétés », 1999, 455 p. (ISBN 2-08-067697-0, présentation en ligne). Réédition : Alya Aglan (préf. Jean-Pierre Azéma), La résistance sacrifiée : histoire du mouvement Libération-Nord, Paris, Flammarion, coll. « Champs » (no 705), 2005, 455 p., poche (ISBN 2-08-080151-1, présentation en ligne).
- Daniel Mayer, Les Socialistes dans la Résistance, Presses universitaires de France, 1986.
- Pierre Guidoni (dir.) et Robert Verdier (dir.) (préf. Laurent Fabius), Les socialistes en Résistance (1940-1944) : combats et débats, Paris, Séli Arslan, coll. « Histoire, cultures et sociétés », 1999, 188 p. (ISBN 2-84276-031-X, présentation en ligne).
- Wilfried Loth, « Les projets de politique extérieure de la Résistance socialiste en France », Revue d'histoire moderne et contemporaine, t. XXIV,‎ octobre-décembre 1977, p. 544-569 (lire en ligne).

##### Quatrième République
- Anne-Laure Anizan, « Les congrès socialistes de l'après-guerre étaient-ils démocratiques ? », Vingtième Siècle : Revue d'histoire, Paris, Presses de Sciences Po, no 59,‎ juillet-septembre 1998, p. 76-90 (lire en ligne).
- Serge Berstein, Pierre Guidoni et Marc Sadoun (dir.), Le Parti socialiste dans la société française, de la Libération à la Guerre froide. 1944-1948. Actes du colloque, Publications de la Sorbonne, 2001, présentation en ligne.
- Serge Berstein (dir.), Paul Ramadier : la République et le socialisme : actes du colloque, Paris, 8-9 décembre 1988 / organisé par le Centre d'histoire de l'Europe du vingtième siècle avec le concours de la Société des amis de Paul Ramadier, Bruxelles, Éditions Complexe, coll. « Questions au XXe siècle » (no 15), 1990, 520 p. (ISBN 2-87027-327-4).
- Noëlline Castagnez, Socialistes en République : les parlementaires de la SFIO de la IVe République, Rennes, Presses universitaires de Rennes, coll. « Histoire », 2004, 416 p. (ISBN 2-86847-965-0, DOI 10.4000/books.pur.27694, présentation en ligne, lire en ligne), [présentation en ligne].
- François Lafon, « Structures idéologiques et nécessités pratiques au congrès de la S.F.I.O. en 1946 », Revue d'histoire moderne et contemporaine, t. XXXVI,‎ octobre-décembre 1989, p. 672-694 (lire en ligne).
- Bernard Ménager (dir.) (préf. René Rémond), Guy Mollet, un camarade en République. Actes du colloque, Presses universitaires de Lille, 1987.
- Roger Quilliot, La SFIO et l'exercice du pouvoir. 1944-1958, Fayard, 1972.

##### Cinquième République
- Pierre Serne, Le Parti socialiste, 1965-1971, L'Encyclopédie du socialisme, 2003.
- Jacques Fleury, « Cité Malesherbes » journal d'un jeune militant socialiste 1959-1973, Bruno Leprince, 1999.
- Serge Berstein (dir.), Pierre Milza (dir.), Jean-Louis Bianco (dir.) et al., Les années Mitterrand : les années du changement, 1981-1984, Paris, Éditions Perrin, 2001, 973 p. (ISBN 978-2-262-01732-3, OCLC 50639077)Actes du colloque historique de 1999, qui a bénéficié de l'ouverture des archives de l'Élysée et du témoignage de la plupart des protagonistes.
- Pierre Birnbaum (dir.), Les Élites socialistes au pouvoir : les dirigeants socialistes face à l'État. 1981-1985, Presses universitaires de France, 1985.
- Pierre Favier et Michel Martin-Roland, La Décennie Mitterrand, Éditions du Seuil, 1990-1998
- C'était la gauche plurielle, Presses de Sciences Po, 2003.
- Didier Eribon, D'une révolution conservatrice et de ses effets sur la gauche française, Léo Scheer, 2007.

#### Études régionales
- Christian Bougeard, Gilbert Gramoullé, Maurice Lucas et Jean-Jacques Urvoas, Les Socialistes dans le Finistère (1905-2005), Rennes, Éditions Apogée, 2005.
- Jacques Girault, Le Var rouge. Les Varois et le socialisme de la fin de la Première Guerre mondiale au milieu des années 1930, Publications de la Sorbonne, 1995.
- Bernard Ménager, Jean-François Sirinelli et Jean Vavasseur-Desperriers (dir.), Cent ans de socialisme septentrional. Actes du colloque, Centre de gestion de l'édition scientifique de l'université de Lille-III, 1995.
- Martin Pottrain, Le Nord au cœur, historique de la fédération socialiste du Nord, Lille, Nord-Matin, 1993.

#### Biographies
- Jean Maitron (dir.), Dictionnaire biographique du mouvement ouvrier français, L'Atelier
- Madeleine Rebérioux, Jean Jaurès, la parole et l'acte, Éditions Gallimard, coll. « Découvertes Gallimard / Histoire » (no 220) », 1991.
- Jean-Pierre Rioux, Jean Jaurès, Paris, Éditions Perrin, 2005, 326 p. (ISBN 2-262-01295-4, présentation en ligne). Réédition : Jean-Pierre Rioux, Jean Jaurès, Paris, Éditions Perrin, coll. « Tempus » (no 215), 2008, 324 p., poche (ISBN 978-2-262-02826-8).
- Serge Berstein, Léon Blum, Paris, Fayard, 2006, 835 p. (ISBN 2-213-63042-9, présentation en ligne), [présentation en ligne].
- Éric Ghebali, Vincent Auriol : le Président citoyen. 1884-1966, Éditions Grasset, 1998.
- Éric Méchoulan, Jules Moch : un socialiste dérangeant, Bruxelles / Paris, Bruylant / Librairie générale de droit et de jurisprudence (LGDJ), coll. « Histoires », 1999, 588 p. (ISBN 2-8027-1282-9 et 2-275-01858-1).
- Aline Fonvieille-Vojtovic (préf. René Rémond), Paul Ramadier (1868-1961) : élu local et homme d'État, Paris, Publications de la Sorbonne, coll. « Histoire de la France aux XIXe et XXe siècles » (no 32), 1993, 543 p. (ISBN 2-85944-226-X, présentation en ligne).
- Martine Pradoux, Daniel Mayer, un socialiste dans la Résistance, Paris, Éditions ouvrières, 2002, 271 p. (ISBN 978-2-7082-3630-1, OCLC 54790126, présentation en ligne), [présentation en ligne].
- Jean-Frédéric Desaix, Christian Pineau, de la Résistance à l'Europe, L'Encyclopédie du socialisme, 2003.
- Alya Aglan (dir.) et Denis Lefebvre (dir.), Christian Pineau, de Buchenwald aux traités de Rome, Bruno Leprince, 2005.
- Denis Lefebvre, Guy Mollet. Le mal-aimé, Plon, 1992.
- Collectif, Albert Gazier (1908-1997). Autour d'une vie de militant, Éditions L'Harmattan, 2006.
- Maryvonne Prévot, Alain Savary. Le refus en politique, Renaissance du livre, 2003.
- Hubert Védrine, François Mitterrand. Un destin, un dessein, Éditions Gallimard, 2006.
- Christiane Rimbaud, Bérégovoy, Librairie académique Perrin, 1994.
- Noëlline Castagnez (dir.) et Gilles Morin (dir.), Pierre Bérégovoy en politique : actes du colloque, à Paris les 28 et 29 mai 2010 / organisé par le Centre d'histoire de Sciences Po et le Comité d'histoire parlementaire et politique, Paris, Éditions L'Harmattan / Éditions Pepper, coll. « Cliopolis », 2013, 237 p. (ISBN 978-2-343-00716-8, présentation en ligne), [présentation en ligne].